# Il giardino di Allah
Il giardino di Allah (The Garden of Allah) è un film del 1936 diretto da Richard Boleslawski. Il film è conosciuto in Italia anche con il titolo Anime nel deserto e con il titolo Il giardino dell'oblio. La sceneggiatura si basa sul romanzo The Garden of Allah di Robert Hichens, pubblicato a Londra nel 1904.
Fu il primo film a colori girato da Marlene Dietrich. In un cameo, appare anche la figlia dell'attrice, l'allora undicenne Maria Riva.

## Trama
Monica, una giovane e ricca donna francese, ha passato gran parte della  vita in un convento in Algeria che ha lasciato nel suo animo una grande religiosità e un'attrazione per il deserto, chiamato dagli arabi Il giardino di Allah. Dopo la precoce morte del padre, la giovane sente il bisogno di fare un viaggio attraverso il deserto per tornare sui vecchi luoghi della sua vita.
Nel treno che la porta attraverso il territorio incontra un uomo, Boris, proveniente dalla Russia, del quale ben presto si innamora, riamata, attratta anche dal suo misticismo acquisito per la sua permanenza in un convento di frati trappisti, senza però aver preso i voti. I due decidono di sposarsi vivendo insieme un periodo di grande felicità sino a quando Monica verrà a sapere la drammatica verità che Boris le aveva nascosto. Una notte, nel deserto salvano una pattuglia perduta guidata dal capitano de Trevignac. Questi fa capire di conoscere Boris. Il marito, allora, confessa a Monica di essere un frate che ha lasciato il suo convento: cresciuto fin da bambino tra i monaci, non aveva mai conosciuto altra realtà, vivendo nel silenzio della regola dei trappisti, finché non era stato nominato responsabile del monastero. La donna, fiduciosa che Dio non punisce coloro che amano, accetta la separazione dal marito, che torna al suo convento per riparare al male fatto.

## Produzione
Il film fu prodotto dalla Selznick International Pictures. Le riprese iniziarono il 15 aprile a Yuma, in Arizona, per finire il 3 luglio 1936.
Otto Brower fece da aiuto regista.

## Distribuzione
Il copyright del film, richiesto dalla Selznick International Pictures, Inc., fu registrato l'11 novembre 1936 con il numero LP6699.
Distribuito dalla United Artists, il film, dopo essere stato presentato in prima a New York il 15 ottobre 1936, uscì poi in sala il seguente 19 novembre. Il 2 dicembre, fu proiettato anche in California, con una prima a Los Angeles. Nel Regno Unito, la prima si tenne il 16 dicembre a Londra. Nel 1937, il film fu distribuito in Danimarca (8 gennaio), Argentina (15 gennaio)|, Francia (28 gennaio), Svezia (8 febbraio), Finlandia (14 febbraio), Portogallo (15 marzo), Ungheria (22 marzo), Giappone (15 aprile).

## Riconoscimenti
- 1937 – Premio Oscar onorario per la fotografia a colori a W. Howard Greene e Harold Rosson.